# Вийнанен, Ярмо
Ярмо Вийнанен (фин. Jarmo Viinanen, род. 23 февраля 1959, Иматра, Финляндия) — финский дипломат, чрезвычайный и полномочный посол Финляндии в Швеции (2014—2016).

## Биография
В 1985 году получил степень магистра политологии в университете Турку, а в 2006 году удостоен награды университета Турку — «выпускник года».
С 1983 года начал работу на службе в Министерстве иностранных дел Финляндии, где работал в административном и внешнеполитическом департаментах. С 1998 по 2000 годы — секретарь МИДа Финляндии.
С 2000 по 2005 годы был советником президента Финляндии по внешнеполитическим вопросам, а с 2005 по 2009 годы возглавлял секретариат президента.
5 декабря 2008 года указом президента был назначен с 1 апреля 2009 года постоянным представителем Финляндии при ООН в Нью-Йорке.
В августе 2014 года назначен чрезвычайным и полномочным Послом Финляндии в Швеции. В июле 2016 года МИД Финляндии приступил к внутренней проверке по выдвинутым в адрес посла обвинениям в сексуальных домогательствах. Министр иностранных дел Финляндии Тимо Сойни призвал к взвешенной оценке происходящего, а в августе предложил Госсовету и президенту отстранить посла от занимаемой должности, хотя, по словам самого дипломата, в ходе проверки не было выявлено ничего, что доказало бы его вину. 25 августа 2016 года президент Саули Нийнистё по предложению Госсовета принял решение об отзыве дипломата из Стокгольма, а министерство иностранных дел Финляндии вынесло ему письменное предупреждение. В связи с поданной Вийнаненом в 2016 году судебной апелляцией, административный суд Хельсинки 7 мартя 2018 года признал недостойным поведение экс-посла по отношению к женщинам-подчиненным и факт сексуального домогательства, подтвердив законность вынесенного МИДом письменного предупреждения.